# 杏美月
杏 美月（あん みつき、1987年9月15日 - ）は、日本の元AV女優。マークスグループに所属していた。身長163cm、スリーサイズは、バスト111cm（Jカップ）・ウエスト64cm・ヒップ98cm。血液型O型。趣味・特技は、ゴルフ・旅行・読書・裁判の傍聴。大阪府出身。

## 略歴
2006年12月、シネマユニット・ガス専属女優として『パイズリ爆乳姫』でAVデビュー。
2009年2月のリリース作を最後にAV女優業を一時引退するが、2011年6月、『爆乳クィーン復活』で復帰。
2011年11月17日、ガスとの専属関係を解消し、マークスグループ傘下のAVプロダクション「ファイブプロモーション」所属女優として活動することを自身のブログで発表する。
2013年、「BRW108」に加入。
現在、AV出演の傍ら、AV女優が多数在籍する大阪梅田の巨乳専門デリバリーヘルス店『Prae（プラエ）』にプレミアム嬢として在籍している。

## 出演作品

### アダルトビデオ
2006年
- パイズリ爆乳姫（12月22日、シネマユニット・ガス）

2007年
- 本番解禁（2月23日、シネマユニット・ガス）
- 爆乳コスプレ（4月27日、シネマユニット・ガス）
- ぼくの爆乳（6月22日、シネマユニット・ガス）
- 杏美月の行列のできるパイズリ屋さん（7月27日、シネマユニット・ガス）
- はじめての爆乳レズビアン（8月24日、シネマユニット・ガス）共演:高城梨沙
- 爆乳ゆれる（9月28日、シネマユニット・ガス）
- Jカップピーチ（10月26日、シネマユニット・ガス）
- 爆乳パイズリ PERFECT（10月26日、シネマユニット・ガス）
- 爆乳オッパイズム宣言 変態連続パイズリ淫語痴女爆乳揺らしてイキまくり!!!（11月23日、シネマユニット・ガス）
- 爆乳パイズリ三姉妹 下宿先のお姉さんはみんな爆乳だった!（12月21日、シネマユニット・ガス）共演：川伊まな、谷川しずか

2008年
- 爆乳激もみパイズリソープ（1月25日、シネマユニット・ガス）
- うぶチンが集う館に杏美月が潜入! もみくちゃ爆乳パイズリマンション（2月22日、シネマユニット・ガス）
- 凌辱爆乳若妻（3月28日、シネマユニット・ガス）
- 10代の爆乳 パッツンパッツン特集号（4月25日、シネマユニット・ガス）
- 爆乳ナマナマ中出し旅行 杏美月と一泊ヤリまくり（5月30日、シネマユニット・ガス）
- 爆乳オールスターズ Vol.1（6月27日、シネマユニット・ガス）
- もみもみセックス5連発!!!!! 5つの本番9つの狭射13発射（7月25日、シネマユニット・ガス）
- パイズリンピック 6狭技24狭射すべて撮り下ろし（7月25日、シネマユニット・ガス）
- 爆乳学園 先生が教えてあげる 杏美月 ウブな男子に強制パイズリと、レズ（8月29日、シネマユニット・ガス）共演:高嶺みりあ、里崎あみ
- 爆乳ナマ中出し5発!!!!!（10月24日、シネマユニット・ガス）
- 乳首をお留守にしない爆乳舐め Gカップ・美脚の舌長痴女二人が舐めつくす乳首レズ（11月21日、シネマユニット・ガス）共演:七瀬ゆうり、星優乃
- 爆乳肉縛り（12月26日、シネマユニット・ガス）

2011年
- 爆乳クィーン復活 110J（6月24日、シネマユニット・ガス）
- 告白 誰にも言えないオッパイの秘密（7月22日、アイアンヘッド）
- こだわりの着衣爆乳 品のある衣装でパイズリSEX（8月26日、シネマユニット・ガス）
- 嫁のはみ出し乳房 焦らしてその気にさせる女（10月21日、シネマユニット・ガス）
- ごっくんパイズリBIBLE パイズリの極地を目指してパイ男オーディションと最優秀パイ男コンテスト（12月16日、シネマユニット・ガス）

2012年
- 真面目過ぎる爆乳家政婦（2月2日、グローリークエスト）
- 職業欄は生保レディ15（2月10日、プレステージ）※「Mitsuki」名義
- Iカップお義母さん。エクササイズの疲れをシャワーで流す（2月17日、お母さん.com）※動画配信のみ
- イケナイ美月先生のムッチムチ肉感授業（3月1日、Fitch）
- 彼氏の友達にコッソリ逆夜這い（3月1日、グローリークエスト）
- 月刊口内射精 第三号（3月16日、SEX Agent）
- パイズリ大好き!!! Iカップ以上の挟射撮りおろし（3月17日、シネマユニット・ガス）
- 悶絶爆乳美女の卑猥な日常 ムッチリボディの新人ホテルウーマン、美月の場合（4月1日、Fitch）
- 不倫Jカップ妻 寝取って中出し（4月1日、胸キュン喫茶）※「あみ」名義[4]
- 下着姿を視姦される興奮2（4月6日、お母さん.com）
- 巨乳淫猥レズ美アン（4月13日、U&K）共演：白鳥寿美礼
- 義母と僕のエクササイズ 豊満乳に誘われて（4月19日、お母さん.com）
- 超人気AV女優『杏美月』を筆おろし風俗『乳輪堂』で発見!（4月20日、チェリーズ）
- 3連射フェラはマジでツボ。（4月20日、SEX Agent）
- 巨躯淫語上司の逆セクハラ圧迫SEX（5月1日、巨宝/妄想族）
- にゅうこりんのメガ乳お見舞い申し上げます Jカップ121cm（5月18日、チェリーズ）
- わいせつ団地妻（5月19日、VENUS）
- 杏美月BEST8時間（5月19日、シネマユニット・ガス）※単体ベスト
- ポチャヌルCOSPLAY Jカップ（5月20日、NEXT GROUP）
- エロいムッチリ家政婦の巨尻誘惑（6月1日、Fitch）
- スク◆レズ4 〜先生と生徒の同棲性活〜 爆乳美月先生 万引きショー女みくるちゃん（6月1日、ちちかか）共演:美緒みくる
- お母さんを夜這いする僕 逆夜這いされる僕6（6月1日、お母さん.com）
- 爆乳揃いのレズ風俗（6月13日、U&K）共演：白鳥寿美礼／他出演：黒沢那智、有奈めぐみ、折原ゆかり、加山なつこ
- 爆乳素人15人15本番 ガチ濡れエロ面接2 ハメっぱ240分!（6月15日、チェリーズ）他14名出演
- 僕は母の入浴姿を覗き見る（6月15日、お母さん.com）
- 日常のお母さんはとっても無防備で…。3（6月15日、お母さん.com）
- セルフ乳首舐めオナニー4時間（6月16日、シネマユニット・ガス）
- 欲求不満なムッチリ人妻レズビアン（6月19日、アンナと花子）共演：内田美奈子
- 禁断介護（6月21日、グローリークエスト）
- ケガのお見舞いに巨乳の女友達が来てくれた! 骨折して動けないボクの体を拭いてくれるたび、おっぱいがプルンプルン。オナニーできない禁欲チ○ポは即ボッキ! それに気付いた女の子も興奮しちゃったのだろうか? 動けないボクの上にまたがり腰を振り始めちゃいました!2（6月21日、グローリークエスト）
- 誘惑する肉食系ムチムチ女優の見せつけオナニー＆チ○ポ喰い 未公開コレクション!（7月1日、Fitch）※オムニバス作品
- 爆乳ジョギングお姉さんと一緒にトレーニング!（7月5日、グローリークエスト）
- こんな女に挟射したい 谷間マ●コにそのまま中出し （24歳）（7月6日、ドリームチケット）
- 肝っ玉かあさん騎乗位ハメ狂い（7月12日、センタービレッジ）
- 非日常的悶絶遊戯 デパートの外商に届けてもらう奥様、美月の場合（7月13日、AVS collector's）
- 朝起きたらオトナのカラダになっていた 〜淫乱なオトナの肉体、1日体験記〜（7月19日、VENUS）
- 熟女の濃厚授乳手コキ（7月20日、お母さん.com）
- 寸止めパンスト手コキがナイロン過ぎてもう堪らん。（7月20日、SEX Agent）
- 恥ずかしい失禁 羞恥で溢れだす女囚の泉（8月1日、Fitch）
- 凄いパイズリ、凄い挟射MANIAX（8月1日、ムーディーズ）
- 素人娘30人 どでかパイ! ぽよんぽよん感じる4時間（8月1日、胸キュン喫茶）
- ボイン大好きしょう太くんのHなイタズラ（8月2日、グローリークエスト）
- ママと一緒にお風呂に入ろう3（8月3日、お母さん.com）※オムニバス作品
- 家庭教師が童貞の教え子1●才の子供を妊娠 禁断の快楽に溺れるショタコン家庭教師（8月9日、V＆Rプロダクツ）
- マッサージに感じる豊乳若妻（8月13日、溜池ゴロー）
- 神騎乗 淫乱OL悶絶騎乗交尾（8月18日、SEX Agent）
- 大阪梅田 AV女優在籍 巨乳爆乳デリバリーヘルス Prae プラエ 出演女優にナマで逢えます!（8月19日、フェチマニアック映像制作所/妄想族）共演:白鳥寿美礼、あさひ蘭、北川弥生
- 実家に結婚報告に帰って久しぶりに両親と川の字で寝ていたら、布団に潜り込んできて親が起きるくらい腰を振りまくった僕の婚約者（9月6日、グローリークエスト）
- 素股で生チ○ポを生マ○コで擦ってたら、気持ちいいから腰をグラインドさせすぎて…「あっ!入っちゃった!」ナマ挿入!お互い気持ちよすぎて訳もわからず最後は中出し!2（9月6日、グローリークエスト）
- ミラクル爆乳 おもてなし痴女・手錠・挑発・舐め奴隷（9月7日、h.m.p）
- SOAP ご奉仕最高級ソープ 超最高級ソープ嬢生中出し（9月7日、桃太郎映像出版）※「Mituki みつき」名義
- 女のカラダが知りたくて、お母さんにマッサージを口実にエロい事をすると決めた日（9月7日、お母さん.com）
- 3時のおやつに睡眠薬を混ぜて出す友達のママ 近親相姦だけは絶対NG でも息子の親友は喰っちゃうドスケベ肉食ママ（9月20日、ROCKET）
- 淫酒 普段は真面目なOLが酔っ払い、ハメを外して泥酔中出し（9月20日、グローリークエスト）※オムニバス作品
- 淫語で誘う寸止め焦らし痴女 〜僕を生殺しにして愉しむ兄の婚約者〜（10月1日、Fitch）
- 超爆乳の母姉妹と狭苦しい四畳半で汗だく近親相姦生活（10月18日、ROCKET）共演:長澤あずさ、白鳥寿美礼
- ビショ濡れ 透けブラ巨乳女（10月18日、グローリークエスト）
- OPPAIぴったりムチムチボディコン痴女スペシャル 4時間ずっと逆レイプ（10月19日、OPPAI）共演:葉月奈穂、大島あいる、桜木莉愛
- 乳揺騎乗 爆乳美乳美尻騎乗位（10月19日、SEX Agent）
- 癒しの巨乳圧迫騎女エステ（11月19日、ドグマ）
- 爆乳くノ一ムッチリ忍法帖 〜不伊知流女忍者（12月1日、Fitch）共演:本真ゆり
- ムッチリ巨乳レズソープ 4（12月6日、ディープス）共演:篠原杏、真木今日子
- プレミアムぽちゃ娘 NO.007（B110-Jカップ）（12月7日、ぽちゃぷり/妄想族）
- 秘肉（12月13日、E-BODY）
- 好色ババア下宿（12月19日、ドグマ）
- ムチコス人妻爆乳 中出しトライアスロン（12月19日、OPPAI）
- 我妻なたれ乳（12月21日、TMA）共演:長澤あずさ、本真ゆり

2013年
- 鬼パイズリ地獄スペシャル（1月11日、ケイ・エム・プロデュース）共演:青木りん
- 露天混浴温泉郷（1月17日、グローリークエスト）
- 再婚したママは 昼は先生!夜は現役ソープ嬢!（1月24日、ディープス）
- 肉感メーカーFitchが漫画コラボレーベル「肉漫」始めました! 情熱満ち満ち 〜独占スペース&番外編〜（2月1日、Fitch）
- 「男はそれ位の方が好きだよ」なんて百も承知。（2月22日、バルタン）
- ムッチリ痴女の寸止め焦らし中出し（2月25日、本中）
- 放漫艶肉女神 〜秘密の極淫テクニック〜B:108cmの女（3月1日、MOTHERS ENTERTAINMENT PICTURES）
- 巨乳射精管理人（3月7日、グローリークエスト）
- ダブル☆ピタゴラス 4時間スペシャル（3月8日、ケイ・エム・プロデュース）共演：神咲詩織
- 僕のペットは爆乳美人女将 〜敏感な乳房が咽び泣く旅館内調教〜（4月1日、Fitch）
- タイ古式オイルマッサージ（4月4日、グローリークエスト）共演：牧瀬香織、小池絵美子、滝川玲美
- ワシ掴めるほどの爆乳でパイズリ挟射（4月5日、ドリームチケット）共演：綾瀬れん・黒沢那智、さくら悠、長澤あずさ、前田優希、青山菜々
- ヌキサシバッチリ! オナニー専用ベストポジション素材集5 ムッチリ巨乳編（4月12日、ケイ・エム・プロデュース）共演：桜木莉愛、青木りん、西條るり、北川瞳
- 可愛い顔してムッチリ肉弾迫力ダイナマイト敏感ボディ!! 〜パイでかズリ!腹肉タップン愛撫!尻でか後背位!ブルンブルン騎乗位!!〜（5月7日、桃太郎映像出版）共演：前田優希、長澤あずさ、恵けい、南レイ、鈴香音色
- 爆乳輪姦学級（5月24日、クリスタル映像）共演：美緒みくる、沙籐ユリ
- ムッチリ爆乳のお姉ちゃんはごっくん中出し大好き痴女（6月1日、Fitch）
- 巨乳家庭教師のワイルド個人授業（6月5日、フリーダム）共演：山本美和子、あすか光希、羽月希
- ムチムチインストラクターの強制圧迫肉コキ（6月5日、フリーダム）共演：山本美和子、あすか光希、羽月希
- 肉弾ディープキス（6月7日、クリスタル映像）
- 汗だくJカップインストラクター（6月19日、OPPAI）
- 100cm以上の爆乳撮りおろし!パイズリ＆セルフ乳首舐めオナニー＋母乳人妻（6月22日、シネマユニット・ガス）共演：山田ももか、美波じゅん、桜木莉愛、浜咲恵利、沙月なゆ、浅野しずく、はねだ亜紀
- 初アナル肉感スペシャル（7月1日、Fitch）
- コスプレむっちりM性感エステ（7月5日、フリーダム）共演：山本美和子、あすか光希、羽月希
- 高速快楽中毒者 100cm爆乳Jカップ強制イカセ究極アク（7月13日、セレブの友）
- ぽっちゃり界のカリスマWスペシャル（7月15日、STAR PARADISE）共演：轟ここ
- 密着爆乳ローション温泉（7月19日、OPPAI）共演：弓束ちはや、星海レイカ、結菜さほ、星咲優菜、西川りおん
- 男根一本に群がる爆乳美熟痴女ナース-患者を即尺即挿入ハーレム病棟-（8月25日、美）共演：風間ゆみ、村上涼子、小早川怜子
- 勃起センズリを見てた女が興奮してマンズリやりはじめて相互オナニー！ からの〜…（9月6日、クリスタル映像）共演：さくら悠、馬場のぞみ、白鳥寿美礼、仲夏ゆかり、及川はるな、原千草
- 近親相姦中出しソープ 初めての熟女風俗、指名したら俺とお前の母ちゃんだった（9月7日、VENUS）共演：青山葵
- 近親相姦 息子の野外調教でマゾ奴隷に堕ちた巨乳義母（9月26日、タカラ映像）
- 衝撃解禁! 黒人デカマラ肉弾FUCK（11月1日、Fitch）
- 最後まで気持ちいいから抜かせない…強制中出し! 豊満肉厚ソープランド（11月13日、溜池ゴロー）
- BBB BIG BOOBS BUTT（12月23日、メディア総販ソレイル）

2014年
- 爆乳女が好んで着たがるサイズの小さい競泳水着 2（1月10日、ドリームチケット）共演：本真ゆり、黒沢那智、長澤あずさ
- ノーブラ乳乗せで生徒を誘惑する巨乳先生（2月20日、ROCKET）
- 淋しんぼ母さん 過剰な愛情欲情セックス（3月6日、センタービレッジ）
- デカ乳マ●コ生中出し お下品すぎる過激風呂（3月7日、桃太郎映像出版）共演：前田優希、みなせ優夏、真木今日子、藤嶋唯、入江愛美
- 淫語パイズラー（3月19日、ドグマ）
- もの凄い肉厚パイズリと勢いのある挟射（4月1日、ワンズファクトリー）
- 爆乳アマゾネス 南海の孤島に棲む淫語しか話せない肉食痴女を追え!（4月1日、Fitch）
- 友人の妻はドスケベ家庭教師（4月19日、VENUS）
- セックスより感じる巨尻コキ 尻に埋もれた世界（5月16日、SEX Agent）他出演：相葉レイカ、武井麻希、稲川なつめ、平山こずえ、小田桐胡桃、大崎美佳
- 杏美月のJcapおっぱいすげぇw（6月15日、MARRIN）
- 怪盗熟女クロアゲハ（8月14日、タカラ映像）
- むっちり肉汁レズビアン（8月19日、レズれ!）共演：綾川まどか
- 身代わりアナル妻（8月21日、グローリークエスト）
- Fitch×まぐろ物産コラボ作品! 爆乳妻の恥ずかしいパイパン性活（9月1日、Fitch）
- 爆乳爆尻エクササイズ（11月14日、V&R PRODUCE）
- ノーモザイク・レズれ!（11月19日、レズれ!）共演：綾川まどか／他出演：上原亜衣、波多野結衣、北川エリカ、内村りな、南梨央奈、木村つな
- 淫らな豊満爆乳痴女に犯されたい（12月1日、Fitch）共演：葉月奈穂
- 仕事のミスに付け込んで、凹んでいる女子社員を慰めるふりして中出し！平謝りしているときの90度に突き出したお尻に触りたくて…（12月6日、Mr.michiru）他出演：有村千佳、AIKA、雨宮真貴、赤西涼、橋本詩織
- 「ナマで入っちゃった！」オイル素股でチ○ポをマ○コに擦りつけてたら、気持ち良すぎて生挿入！中出しセックスまでヤッちゃった風俗嬢たち 8（12月18日、グローリークエスト）他出演：蓮実クレア、大槻ひびき、叶紀美子、北島玲

2015年
- ぽっちゃり ソープ 肉厚ボディで極上ご奉仕（4月7日、桃太郎映像出版）他出演：長澤あずさ、前田優希、入江愛美、西田美沙、浅田ちち
- はだかの主婦 江東区在住 杏美月 (30)（6月1日、プラネットプラス）
- オナニーを息子に覗かれた爆乳酒乱母（7月10日、なでしこ）
- 爆乳人妻レズビアン ～卑猥に絡み合う欲求不満な肉体～（8月1日、Fitch）共演：中村知恵
- あの娘のドキュメント AV女優 杏美月のすべて（8月29日、HMJM）
- 全裸オイルキャットファイト 5 ヘビー級GP 2015（9月10日、ROCKET）共演：神波多一花、佐野玲華、芦川芽依、大場ゆい、有奈めぐみ、甲斐ミハル、米倉あかね
- 肉感爆乳グラマラス 杏美月 BEST8時間（10月1日、Fitch）※単体ベスト
- 狭い廊下でボインちゃんとすれ違う マン喫個室でやっちゃった!（11月1日、シネマユニット・ガス）
- 超乳・縄奴隷 Jカップ美月、ガチイキ拷問（11月19日、ドグマ）
- あふれるゴージャスボディ杏美月の豊満肉欲の祭典!（11月20日、まぐろ物産）
- 巨乳母たちが集う中出し町内会（11月26日、センタービレッジ）共演：三喜本のぞみ、八木あずさ
- 男を惑わせる卑猥なランジェリー（12月1日、Fitch）
- 全裸オイルキャットファイト 6 無差別級ドリームGP2015天下統一（12月10日、ROCKET）共演：広瀬奈々美、小西まりえ、聖菜アリサ、川越ゆい、横山夏希、月島ななこ、葉月美音
- むちむちパッツリ制服OL尻コキ4時間 ～パンスト、パンツスーツにタイトスカート… 浮かび上がる下着のライン… 働く女のプリッケツ～（12月18日、SEX Agent）他出演：上原亜衣、春原未来、湊莉久、さとう遥希、初美沙希、夏目優希、琥珀うた
- 杏美月の爆乳痴漢バス 肉感コスチューム満載でぬるぬる射精天国（12月18日、まぐろ物産）

2016年
- ゴージャス爆尻肉弾事変 迫力満点! 肉塊ぶつかりあう絶品フルコース（2月19日、まぐろ物産）共演：マリア
- 爆乳エロコスプレイヤー 会員限定中出し撮影会（3月1日、Fitch）
- セルフパイ舐め 2（3月10日、MARRION）他出演：ましろあい、西村ニーナ、初美沙希、八束みこと、七草ちとせ、三喜本のぞみ、さとう愛理、春日もな、折原ほのか
- 杏美月の肉感フェスティバル 究極ボディ爆乳爆尻の肉欲フェチ祭り（3月18日、まぐろ物産）
- Jカップ以上限定 撮り下ろしSPECIAL 揉みと逝かせにこだわったおっぱいフェチ（4月1日、シネマユニット・ガス）他出演：七草ちとせ、甘良しずく、叶紀美子、黒咲ひな、松崎なな、桜木莉愛、小嶋みわ
- 緊縛奴隷孕ませオークション ～爆乳弁護士の肉体に喰い込む麻縄～（4月1日、Fitch）
- たゆむ神乳に挟まれて出し切る、気持ちいい。～パイズリ発射の経験がない男なんて童貞と一緒～（4月15日、SEX Agent）他出演：さとう遥希、前田優希、愛乃、綾瀬みなみ、桜木莉愛、長澤あずさ、永瀬里美、あすか光希、美月優芽
- 感度MAXボインスペシャル（5月20日、STAR PARADISE）他出演：森永ひよこ、仁科百華、小沢アリス、西野花梨
- ぽっちゃり爆乳熟女8人（8月12日、なでしこ）他出演：朝霧ゆう、折原ゆかり、白鳥寿美礼、真鍋あや、藤谷真理、葉月奈穂、寺島志保
- 近親物語 息子とのセックスの快楽に溺れる豊満母7人（10月28日、なでしこ）他出演：朝霧一花、大田ゆりか、木戸雅江、山岡真理、森泰子、白鳥寿美礼
- 巨乳熟女中出しザーメンまみれ性交（12月16日、クリスタル映像）他出演：大野実花、新崎雛子、柳田和美、古谷美穂、三喜本のぞみ、黒木彩

2017年
- むちむち客室乗務員 肉欲まみれのムッチリ美人CA全7名（1月20日、まぐろ物産）他出演：原千草、七草ちとせ、若槻みづな、小西みか
- ド迫力BODY爆乳熟女16人！全裸エクササイズ（1月27日、なでしこ）他出演：朝霧ゆう、円城ひとみ、三喜本のぞみ、葉月奈穂、翔田千里、篠田ゆう、篠田あゆみ、風間ゆみ 他
- 巨乳マグニチュード12 暴れる! 弾む! 揺れまくる! 縦横無尽に変形する!!（2月7日、桃太郎映像出版）他出演：南レイ、塚田詩織、長澤あずさ、西村ニーナ、前田優希 他
- 超乳 マシュマロふわとろ爆乳（7月7日、桃太郎映像出版）他出演：西村ニーナ、綾波まこ、本田莉子、アンジェラ・ホワイト、塚田詩織、桜ちなみ、若槻みづな
- 爆乳 Re:Masturbation Jカップ121cm A＞筆おろし風俗『ザ・乳輪堂』 B＞メガ乳お見舞い申し上げます（10月13日、チェリーズれぼ/妄想族）

2018年
- Iカップ以上限定! 超乳熟女のド迫力セックス 10人4時間（6月8日、なでしこ）他出演：八木あずさ、青木りん、折原ゆかり、松坂美紀、寺島志保、白鳥寿美礼、篠田あゆみ、小早川怜子、三喜本のぞみ
- まるまる! 杏美月（6月8日、なでしこ）※単体ベスト
- 杏美月ウルトラBEST10時間（6月22日、まぐろ物産）※単体ベスト

### イメージビデオ
- 爆乳デカップ No.4（2008年10月9日、メディア・クライス）他出演：佐藤かおり、一色雅、灘坂舞、楓江梨子

### 電子写真集
- 爆乳姫! 『Jカップの誘惑』 杏美月デジタル写真集01 （2007年4月、pad inc.）撮影: 細井智燿
- 爆乳姫! 『本当に凄いJカップ!』 杏美月デジタル写真集02 （2007年6月、pad inc.）撮影: 細井智燿
- 爆乳姫! 『かなり淫らなJカップ!』 杏美月デジタル写真集03 （2007年6月、pad inc.）撮影: 細井智燿
- 爆乳姫! 『一度はSEXしたいJカップ!』 杏美月デジタル写真集04 （2007年6月、pad inc.）撮影: 細井智燿、天空
- スーパーJカップ杏美月 （2007年6月、シネマユニット・ガス）
- 本当にデカップ 杏美月 デジタル写真集 （2010年8月30日、デジタル・クライス、pad inc.）
- 本当にデカップ 杏美月 デジタル写真集Vol.02 （2011年2月10日、デジタル・クライス、pad inc.）

## テレビ出演
- おとなの子守唄（2013年4月5/12日・6月7日、サンテレビほか）

## 雑誌
- BACHELOR （2008年7月号 - 2009年5月号、ダイアプレス） コラム連載